# 宰羊乡
宰羊乡，是中华人民共和国四川省雅安市石棉县曾经下辖的一个乡。2019年12月，撤销美罗乡和宰羊乡，设立美罗镇，以原美罗乡和原宰羊乡所属行政区域为美罗镇的行政区域。

## 行政区划
宰羊乡撤销前下辖以下地区：
坪阳村、碾子村、三明村和马富村。